# Glomeris solis
Glomeris solis är en mångfotingart som beskrevs av Karl Wilhelm Verhoeff 1934. Glomeris solis ingår i släktet Glomeris och familjen klotdubbelfotingar. Inga underarter finns listade i Catalogue of Life.